# ابیار علی
ابیار علی (به عربی: أبیار علی) در عربستان سعودی است که در al madinah province واقع شده‌است.